# فابيو كونسيساو أموريم
فابيو كونسيساو أموريم (28 فبراير 1990 في باهيا في البرازيل – )؛ هو لاعب كرة قدم سابق كان يلعب كمهاجم.

## وصلات خارجية
- فابيو كونسيساو أموريم على موقع رابطة كرة القدم اليابانية للمحترفين (اليابانية)
- فابيو كونسيساو أموريم على موقع قاعدة بيانات كرة القدم.إي يو (الإنجليزية)
- فابيو كونسيساو أموريم على موقع Soccerway.com (الإنجليزية)
- فابيو كونسيساو أموريم على موقع عالم كرة القدم.نت (الإنجليزية)